# Jae-chul Shin
Jae-chul Shin (* 20. Dezember 1936 in Seoul; † 9. Juli 2012 in Burlington (North Carolina)) war ein US-amerikanischer Großmeister in Tang Soo Do. Er war der Gründer und Präsident der Welt Tang Soo Do-Vereinigung und eine der führenden Persönlichkeiten der Kampfkünste in der damaligen Zeit.

## Leben

### Kindheit
Shin wurde in Korea geboren und begann seine lange und außergewöhnliche Karriere in den Kampfkünsten im Alter von zwölf Jahren. Ein unbekannter Mönch inspirierte ihn während seiner Kindheit; daraufhin wünschte er, die Kampfkünste zu erlernen. Später trat er in das 'Seoul Moo Duk Kwan'-Zentralgymnasium ein und begann mit ernsthaften Studien unter Meister Hwang Kee, dem Gründer des koreanischen Moo Duk Kwan-Systems.

### Lehrer
Als erster Dan begann er dann bald seine Trainerkarriere als Assistent am Zentralgymnasium. Danach lehrte er an der koreanischen Universität, an der Seoul Zentraljugendorganisation, an mehreren Lehranstalten, an verschiedenen Polizei- und Militärinstitutionen und vielen anderen Orten.
Als er 1958 zur koreanischen Luftwaffe eingezogen wurde, sammelte er erste Trainingserfahrungen mit amerikanischen Soldaten. 1968 kam er, nachdem er seinen Diplom in Politikwissenschaft erhalten hatte, in die Vereinigten Staaten, um sein Training mit ausländischen Schülern fortzusetzen, zurück.

### Meister
Im gleichen Jahr gründete er mit seiner ersten Schule in Burlington den Vereinigten Staaten Tang Soo Do-Verband. Von dort expandierte die Organisation in alle Staaten der USA sowie ausländische Staaten. Wegen der Mitglieder anderer Staaten wurde mit zwölf Mitgliederstaaten die neue Welt Tang Doo Do-Vereinigung gegründet. Am 13. November 1982 wählte die Gründungsversammlung dieser Vereinigung Jae Chul Shin zum Großmeister.

## Persönlichkeit
Shin achtete streng auf diszipliniertes Training und exakte Techniken. Weiter betonte er immer, dass der wahre Wert des Kampfkunst-Trainings in der Anwendung im täglichen Leben liegt. Besonderes Interesse widmete er auch dem Nachwuchs. Sein Rat an seine Schwarzgurte und Trainer gilt auch für Lehrer anderer Sachthemen. Im Verhalten des Schülers spiegelt sich die Auswirkung dessen Lehrers.